# Olavo de Carvalho
Olavo Luiz Pimentel de Carvalho (Campinas, 29 d'abril de 1947 – Richmond, 24 de gener de 2022) va ser un periodista i assagista conservador brasiler que va representar posicions ideològiques esotèriques i conspiradores. Va tenir una gran influència en l'extrema dreta brasilera i la família Bolsonaro.